# Bouchra Jarrar
Bouchra Jarrar, née le 14 novembre 1970 à Cannes, est une couturière française et directrice artistique. Après des études en histoire de l'art à Nice, elle réussit son concours d'entrée à l’école Nationale supérieure des Arts Appliqués Duperré dont elle sort diplômée en 1994. Défilant lors du calendrier officiel de la haute couture depuis 2010, en tant que « membre invité », puis, à partir de janvier 2014, en tant que « membre permanent », elle fut notamment directrice artistique des collections Femme de la Maison Lanvin, de 2016 à 2017.

## Biographie
Bouchra Jarrar, 7e enfant d'une famille marocaine originaire de Fès, avec des parents mère au foyer et un père maçon, avant-dernière de la fratrie, est née le 14 novembre 1970 à Cannes,. À vingt-et-un ans, elle arrive à Paris.

### Parcours
Après des études d’Histoire de l’Art à Nice, Bouchra Jarrar part pour Paris à vingt-et-un an pour étudier à l'École Duperré dont elle sort diplômée trois ans plus tard,. Elle se forme chez la griffe de lingerie Capucine Puerari puis chez le licencié de bijoux de Jean Paul Gaultier.
Elle débute chez Balenciaga en 1996 pour une période de dix ans, en qualité de Directrice de studio auprès de Nicolas Ghesquière. Elle passe rapidement chez Scherrer, puis intègre en 2008 la maison Lacroix comme directrice du studio Haute Couture, jusqu'à 2009, date du dernier défilé de la maison.

### Bouchra Jarrar
Ne voulant plus « travailler pour un créateur », la Maison Bouchra Jarrar est fondée par la créatrice éponyme en 2010, ; elle présente sa première collection immédiatement après pendant la semaine de la semaine de la Haute couture, parrainée par François Lesage et Valérie Hermann. Cette première collection est saluée par la presse,.
En partie autofinancée, son développement est accompagné par Mode & Finance, un fonds de soutien géré par la bpifrance et ses créations gagnent en visibilité par sa présence sur des défilés financés par Le Defi. Elle atteint l'équilibre financier au bout de quelques années. Depuis son premier défilé Couture en 2010, elle prend l'habitude de numéroter, sans les nommer, ses collections ainsi que ses modèles.
En décembre 2013, sa Maison reçoit l'appellation Haute Couture officielle par la commission de classement,. Début 2016 elle présente sa dernière collection, inspirée des uniformes de la Garde républicaine.

### Lanvin
Peu après, elle intègre Lanvin comme directrice artistique des collections féminines, succédant ainsi à Alber Elbaz, dans un contexte difficile pour cette marque,. Elle déclare : « Rejoindre la maison Lanvin répond à mon envie de créer au sein d'un espace d'expression plus large. Mon vœu est d'apporter à Lanvin l'harmonie et la cohérence d'une mode destinée aux femmes, une mode de notre temps ».
Le 6 juillet 2017, la Maison Lanvin et Bouchra Jarrar annoncent dans un communiqué officiel, « d’un commun accord mettre un terme à leur collaboration », avant le lancement de la collection printemps-été 2018 après deux défilés,. La situation financière de la maison Lanvin ne s'est pas redressée sous la direction artistique de Bouchra Jarrar, dont les collections ont pourtant été saluées par la presse ,,.

### Depuis 2017
Elle présente sa nouvelle collection « Edition n°1 » en 2020, puis sa collection haute couture automne-hiver 2020-2021,.

## Distinctions
En 2012, elle est décorée de l'ordre des Arts et des Lettres et présente deux mois plus tard une collection de prêt à porter en parallèle de ses collections Couture. Fin 2013, elle devient « Membre permanent » de la haute couture,.
En juin 2017, elle reçoit les insignes d'Officier des Arts et des Lettres par Audrey Azoulay, alors Ministre de la Culture,.

## Style
Bouchra Jarrar s’inspire de l’air du temps, de ce qu’elle observe lors de ses promenades à Paris. Elle définit ainsi son style : « Ma couture n'a rien d'un fantasme. Elle se traduit par une silhouette pantalon et non par des robes spectaculaires, que, oui, je saurais faire. Mais non… Je ne veux pas que « ma » femme rêve, je veux qu'elle s'imagine dans mes vêtements », visant par là la création d'un vestiaire fonctionnel et portable.
Bouchra Jarrar exprime un style intemporel et parisien. Elle incarne une allure moderne et originale : « Les clichés sur la féminité m’ennuient, je préfère ce qui a du caractère et reflète notre époque ». Elle ajoute également « j’aime l’allure et la décontraction ».